# 東福岡自彊館中学校・東福岡高等学校
東福岡自彊館中学校・東福岡高等学校（ひがしふくおかじきょうかんちゅうがっこう・ひがしふくおかこうとうがっこう）は、福岡県福岡市博多区東比恵二丁目にある、学校法人東福岡学園が運営する私立中学校・高等学校。全日制普通科で中高一貫教育と高等学校の外部募集を併施している。創立以来男子校であったが、学園創立80周年及び学校創立70周年を迎えることを機に2025年4月から男女共学となった。

## 概要
スクールカラーは緑。全国的には東福岡（ひがしふくおか）、またスポーツ新聞などではヒガシと略されることがある。

## 沿革
- 1945年11月10日 前身である福岡米語義塾が設立される。
- 1955年4月10日 東福岡高等学校として福岡市箱崎に設立。
- 1964年7月1日 現在地の福岡市東比恵に移転（福岡商業高等学校より校舎・敷地を譲渡される）。
- 1999年4月1日 東福岡自彊館中学校開校・中高一貫校となる。
- 2002年4月1日 学寮「志学館」開館。
- 2005年11月10日 学園創立60周年・高等学校創立50周年記念式典挙行。ニュージーランドのセントビッツカレッジと友好校協定を締結、相互単位認可としての留学が可能に。香椎校地にビッグボッグス建設、全天候型屋内施設、テニスコート4面、両翼100m近い野球場など含む施設に。
- 2006年4月1日 特進コース独立。創立65周年を目標に新校舎建設計画が始まる。
- 2007年9月8日 第50回記念同窓会開催。
- 2023年10月10日 学園ビジョン「NEXT HIGASHI 2030」が発表され、2025年度より男女共学となることが決定した。
- 2025年4月 男女共学化する。

## 教育理念

### 校訓
「努力に勝る天才なし」
「意志あるところ道あり」

## 教育目標
一・誠実で責任感の強い人
一・研究心旺盛で、一芸一能に秀でた人
一・健康で明朗な人

## 校歌
- 作詞：火野葦平
- 作曲：古関裕而

## 行事・施設
- 学園祭は6月、体育祭は9月に実施されている。
- 予餞会は、以前は福岡サンパレスで開催されていたが、現在は高校体育館(雄飛館)で行われている。卒業生縁故の芸能人らもステージに上がる。
- 修学旅行は2006年度から企画変更になった。3月にスキー体験、関東首都圏研修などに行く。
- 2010年に学園創立65周年・高校創立55周年記念として新校舎が完成[4]。また運動場も人工芝化した。
- 人工芝グラウンドの広さは福岡ドームグラウンドの約1.7倍でFCバイエルン・ミュンヘンの練習場にも使われているロングパイル人工芝を使い[5]、さらに温度制御チップを組み合わせることで夏場の表面温度は一般の人工芝と比べ8度低くなっている。さらに生徒の安全に配慮し、ラグビー場には緩衝材（ショックパッド）が埋め込まれている[6]。2009年までは土のグランドで風が強い日などは砂が舞い、近隣住民から苦情も寄せられていた。また2000年に福岡市東区香椎に専用野球場が完成するまでは野球部もグラウンドを使っており、サッカー部やラグビー部ら3つの部が場所を譲り合いながら練習していた[7]。
- 2015年には、雄飛館（体育館）が老朽化のため、全面改修工事を実施。
- 2013年にリリースされた AKB48の楽曲『恋するフォーチュンクッキー』のミュージック・ビデオの撮影地の一つに使用された[8]。
- 2016年に公開された映画『オオカミ少女と黒王子』の撮影に使われた[9]。

## コース
コースは入学時に決定、原則的に所属コースの変更が行われることはないが、本人の適性や進路に変更が認められれば考慮されている。文理別は第2学年進級時に決定する。また奨学生制度が2007年度から改定された。
2025年度より男女共学になることにともない、コースが再編される。
2024年度まで
- 進学コース
  - 文系クラス（2年次より選択地理歴史教科別クラスになる）
  - 理系クラス
- 特進コース
  - 特別文系クラス（国立系・私立系）
  - 特別理系クラス（国立系・私立系）
    - 2年次から文理選択及び志望大学が国公立大か私大かに応じてクラス編成を行う。また部活動も奨励しており、本コース在籍者のうち28.6%（平成31年度）が部活動に所属している[10]
- 特進英数コース
  - 特進英数コースは本校舎とは別の特進英数コース単独の5階建て校舎を使用する。1学年2クラスで文系、理系ごとのクラス編成せず、また3年間クラスは基本的には変わらない。例年約8割の生徒が国公立大学に進学する[11]。2年次からは文系・理系別の授業が展開されるが、国語や英語や体育など文理でも内容の変わることのない授業はクラス全員が同じ授業を受ける。また、進学コース・特進コースに比べクラスの人数が少ない。特進英数コースから進学・特進コースに転コースはできるがその逆は出来ない。
- 自彊館コース
  - 東福岡自彊館中学校からの進学のみ。高校からの募集なし（ただし転入を除く）。

2025年度から
- フロンティアコース
  - 文系クラス
  - 理系クラス
- 文理共創コース
  - 文系クラス
  - 理系クラス
- 医進・サイエンスコース
  - 理系クラス
- 国際教養コース
  - 文系クラス
- 自彊館コース
  - 東福岡自彊館中学校からの進学のみ。高校からの募集なし（ただし転入を除く）。

## 部活動

### サッカー部
サッカー部は1997年時には公式戦52戦無敗で、史上初の高校三冠（高校総体、高円宮杯、選手権）を達成した。ユニフォームの色から「赤い彗星」と呼ばれる。三冠当時の監督は志波芳則で、コーチは寺西忠成。志波が勇退後は元アビスパ福岡の森重潤也が監督を務めている。
世界・主要全国タイトルは、計9回（サニックス杯国際ユース1回・インターハイ3回・選手権3回・全日本ユース1回・FBS杯1回）を誇る。

### 野球部
野球部は1993年夏（第75回）と1998年春（第70回）にそれぞれ初出場し、以後どちらも複数回出場している。

### ラグビー部
全国高等学校ラグビーフットボール大会で上位進出を続ける強豪に成長。第87回大会から第96回大会までの10年間で6度の優勝、3度のベスト4という圧倒的な結果を残している。
2007年に行われた第87回大会で初の全国制覇を達成し、2009年第89回大会、2010年第90回大会、2011年第91回大会と3連覇。国内公式戦80戦無敗とした。その後も連勝を続け記録は83まで伸びた。サニックス・ワールド・ラグビー・ユース交流大会は2009年で三回目の準優勝を果たした。他の日本高校チームより多い準優勝数である。
高校日本代表を数多く輩出し、また花園最多得点記録や花園決勝最多得点・最多得点差記録、花園100点試合最多勝利数等々の記録を持つ。
2014年度・2016年度には全国高等学校選抜ラグビーフットボール大会、7人制ラグビーのアシックスカップ全国高等学校7人制ラグビーフットボール大会、全国高等学校ラグビーフットボール大会の3冠を達成。
全国高等学校ラグビーフットボール大会
- 優勝7回（第87回・第89回・第90回・第91回・第94回・第96回・第102回）

全国高等学校選抜ラグビーフットボール大会
- 優勝6回（第10回・第11回・第13回・第15回・第17回・第22回）

全国高等学校7人制ラグビーフットボール大会
- 優勝3回（第1回・第3回・第4回）

### ボクシング部
ボクシング部は2003年に夏のインターハイ初制覇を果たした。

### バレーボール部
バレーボール部は2014年度と2015年度に夏のインターハイと春高バレーで優勝し二冠を果たすなど、近年急激に強豪チームの仲間入りをした。今まで獲得した全国タイトルは、計10回（インターハイ1回・国体6回・選手権3回）である。

## 著名な出身者

### サッカー
| 選手名     | 生   | 卒   | 出身   | Pos | 進学先       | 入団クラブ             | 現在の所属クラブ                                   |
| ---------- | ---- | ---- | ------ | --- | ------------ | ---------------------- | -------------------------------------------------- |
| 河原忠明   | 1968 | 1986 | 福岡県 | DF  | 大阪体育大学 | 横浜フリューゲルス     | 現役引退                                           |
| 有村光史   | 1976 | 1994 | 福岡県 | DF  | 福岡教育大学 | サガン鳥栖             | 現役引退。大分東明高校サッカー部監督               |
| 西政治     | 1977 | 1995 | 福岡県 | DF  |              | アビスパ福岡           | 現役引退。京都学園大学サッカー部コーチ             |
| 山下芳輝   | 1977 | 1995 | 福岡県 | FW  |              | アビスパ福岡           | 現役引退                                           |
| 小島宏美   | 1977 | 1995 | 福岡県 | FW  |              | ガンバ大阪             | 現役引退。愛工大名電高校サッカー部コーチ           |
| 堤健吾     | 1978 | 1996 | 大分県 | DF  | 国士舘大学   | カターレ富山           | 現役引退                                           |
| 古賀正紘   | 1978 | 1996 | 福岡県 | DF  |              | 名古屋グランパスエイト | 現役引退。湘南ベルマーレ コーチ                    |
| 星野真悟   | 1978 | 1996 | 福岡県 | DF  | 愛知学院大学 | 愛媛FC                 |                                                    |
| 本山雅志   | 1979 | 1997 | 福岡県 | MF  |              | 鹿島アントラーズ       | 現役引退                                           |
| 手島和希   | 1979 | 1997 | 福岡県 | DF  |              | 横浜フリューゲルス     | 現役引退。京都サンガU-18コーチ                     |
| 古賀誠史   | 1979 | 1997 | 福岡県 | DF  |              | 横浜マリノス           | 現役引退。アビスパ福岡U-15コーチ                   |
| 金古聖司   | 1980 | 1998 | 福岡県 | DF  |              | 鹿島アントラーズ       | 現役引退。本庄第一高等学校監督                     |
| 千代反田充 | 1980 | 1998 | 福岡県 | DF  | 筑波大学     | アビスパ福岡           | 現役引退                                           |
| 宮原裕司   | 1980 | 1998 | 福岡県 | MF  |              | 名古屋グランパスエイト | 現役引退。ガンバ大阪コーチ                         |
| 富永康博   | 1980 | 1998 | 福岡県 | GK  |              | 名古屋グランパスエイト | 現役引退。京都サンガF.C.GKコーチ                   |
| 志垣良     | 1980 | 1998 | 福岡県 | DF  |              | ソリフル・バラFC       | 現役引退。レノファ山口FC監督                       |
| 山形恭平   | 1981 | 1999 | 福岡県 | MF  |              | サンフレッチェ広島     | 現役引退                                           |
| 奈良崎寛   | 1981 | 1999 | 福岡県 | FW  | 福岡大学     | サガン鳥栖             | 現役引退                                           |
| 真子秀徳   | 1982 | 2000 | 福岡県 | GK  | 福岡教育大学 | ファジアーノ岡山       | 現役引退                                           |
| 大西容平   | 1982 | 2000 | 岡山県 | FW  | 阪南大学     | ヴァンフォーレ甲府     | 現役引退                                           |
| 山形辰徳   | 1983 | 2001 | 福岡県 | DF  |              | アルビレックス新潟     | 現役引退。同校コーチ                               |
| 衛藤裕     | 1983 | 2001 | 福岡県 | MF  | 福岡大学     | サガン鳥栖             | 現役引退                                           |
| 木本敬介   | 1984 | 2002 | 大分県 | FW  | 関西大学     | カターレ富山           | 現役引退。カターレ富山普及コーチ                   |
| 池元友樹   | 1984 | 2002 | 福岡県 | FW  |              | CAリーベル・プレート   | 現役引退。ギラヴァンツ北九州クラブコーディネーター |
| 近藤徹志   | 1986 | 2004 | 福岡県 | DF  |              | 浦和レッズ             | 現役引退                                           |
| 長友佑都   | 1986 | 2004 | 愛媛県 | MF  | 明治大学     | FC東京                 | FC東京                                             |
| 棚橋雄介   | 1987 | 2006 | 東京都 | FW  | 阪南大学     | カターレ富山           | VONDS市原                                          |
| 井手口正昭 | 1988 | 2006 | 福岡県 | MF  | 阪南大学     | 横浜FC                 | 現役引退                                           |
| 井上翔太   | 1989 | 2007 | 愛媛県 | MF  | 阪南大学     | セレッソ大阪           | FC TIAMO枚方                                       |
| 坂井達弥   | 1990 | 2008 | 福岡県 | DF  | 鹿屋体育大学 | サガン鳥栖             | サムットプラーカーン・シティ                       |
| 篠原弘次郎 | 1991 | 2009 | 佐賀県 | DF  |              | ファジアーノ岡山       | ヴィアティン三重                                   |
| 田中達也   | 1992 | 2010 | 福岡県 | FW  | 九州産業大学 | ロアッソ熊本           | ラーチャブリーFC                                   |
| 岩崎知瑳   | 1994 | 2012 | 大分県 | GK  | 福岡大学     | 鹿児島ユナイテッドFC   | ジェイリースFC                                     |
| 馬渡洋樹   | 1994 | 2012 | 福岡県 | GK  | 鹿屋体育大学 | 愛媛FC                 | 湘南ベルマーレ                                     |
| 熊本雄太   | 1995 | 2013 | 福岡県 | DF  | 早稲田大学   | モンテディオ山形       | モンテディオ山形                                   |
| 松田天馬   | 1995 | 2013 | 熊本県 | MF  | 鹿屋体育大学 | 湘南ベルマーレ         | 京都サンガF.C.                                     |
| 木戸皓貴   | 1995 | 2013 | 福岡県 | FW  | 明治大学     | アビスパ福岡           | ヴィアティン三重                                   |
| 増山朝陽   | 1996 | 2014 | 福岡県 | MF  |              | ヴィッセル神戸         | FC町田ゼルビア                                     |
| 中島賢星   | 1996 | 2014 | 佐賀県 | MF  |              | 横浜F・マリノス        | 奈良クラブ                                         |
| 中村健人   | 1997 | 2015 | 大分県 | MF  | 明治大学     | 鹿児島ユナイテッドFC   | 鈴鹿ポイントゲッターズ                             |
| 毎熊晟矢   | 1997 | 2015 | 長崎県 | MF  | 桃山学院大学 | V・ファーレン長崎      | AZアルクマール                                     |
| 小田逸稀   | 1998 | 2016 | 佐賀県 | DF  |              | 鹿島アントラーズ       | アビスパ福岡                                       |
| 藤川虎太朗 | 1998 | 2016 | 福岡県 | MF  |              | ジュビロ磐田           | AC長野パルセイロ                                   |
| 高江麗央   | 1998 | 2016 | 熊本県 | MF  |              | ガンバ大阪             | 横浜FC                                             |
| 佐藤凌我   | 1998 | 2016 | 福岡県 | FW  | 明治大学     | 東京ヴェルディ         | アビスパ福岡                                       |
| 阿部海大   | 1999 | 2017 | 大分県 | DF  |              | ファジアーノ岡山       | ファジアーノ岡山                                   |
| 福田湧矢   | 1999 | 2017 | 福岡県 | MF  |              | ガンバ大阪             | 東京ヴェルディ                                     |
| 斉藤諒     | 1999 | 2017 | 兵庫県 | DF  | 九州産業大学 | いわてグルージャ盛岡   | ラインメール青森                                   |
| 中村駿     | 1999 | 2017 | 大分県 | DF  | 国士舘大学   | Y.S.C.C.横浜           | ウイットルシー・レンジスFC                         |
| 中村拓海   | 2000 | 2018 | 大分県 | DF  |              | FC東京                 | セレッソ大阪                                       |
| 野寄和哉   | 2000 | 2018 | 福岡県 | FW  | 大阪体育大学 | レノファ山口FC         | レノファ山口FC                                     |
| 福田翔生   | 2000 | 2018 | 福岡県 | MF  |              | FC今治                 | ブレンビーIF                                       |
| 大森真吾   | 2000 | 2018 | 福岡県 | FW  | 順天堂大学   | 北海道コンサドーレ札幌 | モンテディオ山形                                   |
| 牧山晃政   | 2000 | 2018 | 佐賀県 | MF  | 国士舘大学   | SC相模原               | カマタマーレ讃岐                                   |
| 荒木遼太郎 | 2002 | 2019 | 熊本県 | MF  |              | 鹿島アントラーズ       | 鹿島アントラーズ                                   |
| 田頭亮太   | 2002 | 2019 | 東京都 | DF  | 東洋大学     | ザスパ群馬             | ザスパ群馬                                         |
| 長野星輝   | 2002 | 2020 | 福岡県 | FW  |              | 福島ユナイテッドFC     | 福島ユナイテッドFC                                 |
| 浦十藏     | 2004 | 2022 | 福岡県 | MF  |              | ヴィッセル神戸         | ヴィッセル神戸                                     |

- 各国の全国リーグ（日本の場合、J1, J2, J3, JFL）に所属した選手。「入団クラブ」列に、最初に所属した全国リーグのクラブを記載
- 「現在の所属クラブ」列には、2021年度所属チームを記載

### サッカーその他
| 選手名   | 生   | 卒   | 出身   | 主な経歴       |
| -------- | ---- | ---- | ------ | -------------- |
| 中山英樹 | 1981 | 1999 | 福岡県 | サッカー指導者 |

### ラグビー
バックス (BK)にはスクラムハーフ (SH、9番)およびフライハーフ/スタンドオフ (FH/SO、10番)のハーフバックを含む。 (ラグビーユニオンのポジション参照)
| 選手名     | 生   | 卒   | 出身   | Pos (FW/BK) | 進学先       | 所属歴                                                                           |
| ---------- | ---- | ---- | ------ | ----------- | ------------ | -------------------------------------------------------------------------------- |
| 村田亙     | 1967 | 1985 | 福岡県 | BK          | 専修大学     | 東芝府中, バイヨンヌ, ヤマハ発動機/元ラグビー日本代表                            |
| 鬼束竜太   | 1972 | 1990 | 福岡県 | BK          | 同志社大学   | ワールド, サニックス/元日本代表                                                  |
| 藤田雄一郎 | 1972 | 1990 | 福岡県 | FW          | 福岡大学     | JR九州                                                                           |
| 江口剛     | 1974 | 1992 |        | BK          | 京都産業大学 | 九電/元関西代表・九州代表                                                        |
| 柳竜一朗   | 1974 | 1992 | 福岡県 | FW          | 法政大学     | コカ・コーラウエスト/元九州代表                                                  |
| 月田伸一   | 1975 | 1993 | 福岡県 | BK          | 早稲田大学   | リコー/元日本代表                                                                |
| 大藪淳     | 1975 | 1993 | 福岡県 | BK          | 九州国際大学 | 近鉄/元関西代表                                                                  |
| 松尾大樹   | 1976 | 1994 | 福岡県 | FW          | 大東文化大学 | 東芝府中/元日本代表                                                              |
| 谷口大督   | 1981 | 1999 |        | FW          | 法政大学     | 九電/元U19日本代表                                                               |
| 左座正二郎 | 1978 | 1996 | 福岡県 | FW          | 慶應義塾大学 | 神戸製鋼/元高校日本代表, 元U23日本代表                                           |
| 林仰       | 1980 | 1998 | 大分県 | FW          | 明治大学     | サントリー/元高校日本代表                                                        |
| 西田創     | 1983 | 2001 | 福岡県 | BK          | 立教大学     | NEC                                                                              |
| 長谷川圭太 | 1983 | 2001 | 福岡県 | FW          | 中央大学     | サントリー                                                                       |
| 有田啓介   | 1984 | 2002 | 福岡県 | BK          | 中央大学     | トヨタ自動車/元U19日本代表, 元U23日本代表                                        |
| 大山貴弘   | 1984 | 2002 | 福岡県 | FW          | 日本大学     | 九電                                                                             |
| 山本秀文   | 1984 | 2002 | 福岡県 | BK          | 法政大学     | NEC/7人制日本代表                                                                |
| 和田耕二   | 1985 | 2003 | 福岡県 | BK          | 法政大学     | トヨタ自動車/元日本代表                                                          |
| 豊田将万   | 1986 | 2004 | 福岡県 | FW          | 早稲田大学   | コカ・コーラウエスト/日本選抜                                                    |
| 浦川伸太郎 | 1986 | 2004 | 福岡県 | FW          | 拓殖大学     | 九電                                                                             |
| 島拓也     | 1986 | 2004 | 福岡県 | BK          | 立命館大学   | 九電                                                                             |
| 仲西良太   | 1986 | 2004 | 福岡県 | FW          | 明治大学     | 九電                                                                             |
| 有田将太   | 1986 | 2004 | 福岡県 | FW          | 法政大学     | コカ・コーラウエスト                                                             |
| 角谷洋平   | 1986 | 2004 |        | FW          | 拓殖大学     | NTTコミュニケーションズ                                                          |
| 熊谷皇紀   | 1978 | 1996 | 福岡県 | FW          | 法政大学     | NEC/元日本代表                                                                   |
| 磯岡正明   | 1982 | 2000 | 福岡県 | FW          | 法政大学     | NEC/元U19, U21日本代表                                                           |
| 宮本賢二   | 1987 | 2005 | 福岡県 | BK          | 法政大学     | サントリー, 元U19日本代表                                                        |
| 有田隆平   | 1988 | 2006 | 福岡県 | FW          | 早稲田大学   | コカ・コーラ, コベルコ神戸, サンウルブズ/元高校日本代表, 元U20日本代表, 日本代表 |
| 工藤良麻   | 1989 | 2007 | 熊本県 | BK          | 立命館大学   | ヤマハ発動機, COBRA rugby club, 日本IBMビッグブルー                              |
| 才田修二   | 1988 | 2006 | 福岡県 | FW          | 同志社大学   | 近鉄                                                                             |
| 千布亮輔   | 1988 | 2006 | 福岡県 | FW          | 明治大学     | JR九州, NTTドコモ, 釜石SW, 日野/元高校日本代表                                   |
| 光安俊貴   | 1988 | 2006 | 福岡県 | FW          | 法政大学     | Honda                                                                            |
| 中村正寿   | 1988 | 2006 | 福岡県 | BK          | 日本大学     | リコー                                                                           |
| 茅島雅俊   | 1989 | 2007 | 福岡県 | FW          | 明治大学     | コカ・コーラ                                                                     |
| 正海智大   | 1989 | 2007 | 熊本県 | BK          | 同志社大学   | 九電/元高校日本代表, 元U20日本代表, 7人制日本代表                                |
| 竹下祥平   | 1989 | 2007 | 福岡県 | BK          | 法政大学     | サントリー/元U20日本代表, 7人制日本代表                                          |
| 山下昂大   | 1989 | 2007 | 福岡県 | FW          | 早稲田大学   | コカ・コーラ/元高校日本代表, 元U20日本代表                                       |
| 上田竜太郎 | 1990 | 2008 | 福岡県 | FW          | 早稲田大学   | NTTコム、浦安DR/元高校日本代表, 元U20日本代表                                    |
| 小川高廣   | 1990 | 2008 | 福岡県 | BK          | 日本大学     | BL東京/7人制日本代表                                                             |
| 小野寛智   | 1990 | 2008 | 福岡県 | BK          | 帝京大学     | NTTコム/元U20日本代表                                                            |
| 金本航     | 1990 | 2008 | 福岡県 | FW          | 同志社大学   | Honda/元高校日本代表                                                             |
| 猿楽直希   | 1990 | 2008 | 福岡県 | BK          | 明治大学     | コカ・コーラ/元高校日本代表, 元U20日本代表                                       |
| 秋山哲平   | 1991 | 2009 | 福岡県 | FW          | 同志社大学   | NEC、江東BS                                                                      |
| 垣永真之介 | 1991 | 2009 | 福岡県 | FW          | 早稲田大学   | 東京SG, サンウルブズ/日本代表                                                    |
| 香山良太   | 1991 | 2009 | 福岡県 | BK          | 青山学院大学 | Honda/元高校日本代表                                                             |
| 川原田徹   | 1991 | 2009 | 福岡県 | FW          | 法政大学     | ヤマハ発動機                                                                     |
| 北川賢吾   | 1992 | 2010 | 福岡県 | FW          | 同志社大学   | S東京ベイ/元高校日本代表, 元U20日本代表, 日本代表                                |
| 村川浩喜   | 1991 | 2009 | 福岡県 | FW          | 筑波大学     | S愛知/元U20日本代表                                                              |
| 山北純嗣   | 1991 | 2009 | 福岡県 | BK          | 中央大学     | コカ・コーラ                                                                     |
| 中島進護   | 1992 | 2010 | 福岡県 | FW          | 福岡工業大学 | NTTコム、浦安DR/7人制日本代表                                                    |
| 西内勇人   | 1992 | 2010 | 福岡県 | FW          | 法政大学     | ヤマハ発動機/元U20日本代表                                                       |
| 布巻峻介   | 1992 | 2010 | 福岡県 | FW          | 早稲田大学   | パナソニック, サンウルブズ/元高校日本代表, 元U20日本代表, 日本代表               |
| 松波昭哉   | 1992 | 2010 | 福岡県 | FW          | 明治大学     | S東京ベイ/元高校日本代表, 元U20日本代表                                          |
| 水上彰太   | 1992 | 2010 | 長崎県 | FW          | 筑波大学     | パナソニック/元U20日本代表                                                       |
| 岩村昂太   | 1993 | 2011 | 福岡県 | BK          | 同志社大学   | トヨタ自動車、相模原DB                                                           |
| 木村貴大   | 1993 | 2011 | 福岡県 | BK          | 筑波大学     | 豊田自動織機, サンウルブズ, コカ・コーラ、東京SG/元高校日本代表, 元U20日本代表   |
| 才田智     | 1993 | 2011 | 福岡県 | FW          | 同志社大学   | S東京ベイ/元U20日本代表                                                          |
| 平野翔平   | 1993 | 2011 | 福岡県 | FW          | 東海大学     | 埼玉WK/元高校日本代表, 元U20日本代表                                             |
| 藤田慶和   | 1993 | 2011 | 福岡県 | BK          | 早稲田大学   | 埼玉WK、三重H, サンウルブズ/元高校日本代表, 日本代表, 7人制日本代表              |
| 川上剛右   | 1994 | 2012 | 福岡県 | BK          | 関西大学     | 相模原DB                                                                         |
| 崔凌也     | 1994 | 2012 | 福岡県 | FW          | 筑波大学     | トヨタV                                                                          |
| 牧野内翔馬 | 1994 | 2012 | 福岡県 | FW          | 法政大学     | NTTコム、宗像B、S愛知/元高校日本代表, 元U20日本代表                              |
| 白濱弘章   | 1994 | 2012 | 福岡県 | FW          | 九州共立大学 | 宗像B、帆柱クラブ、サウスタンRFC、三重H                                          |
| 西内勇二   | 1994 | 2012 | 福岡県 | FW          | 法政大学     | ヤマハ発動機                                                                     |
| 花田広樹   | 1994 | 2012 | 福岡県 | FW          | 福岡大学     | コカ・コーラ/九州学生選抜, 7人制日本選抜                                         |
| 廣川翔也   | 1994 | 2012 | 福岡県 | FW          | 慶應義塾大学 | 静岡BR                                                                           |
| 古川浩太郎 | 1994 | 2012 | 福岡県 | BK          | 専修大学     | 日野                                                                             |
| 鹿尾貫太   | 1995 | 2013 | 福岡県 | BK          | 東海大学     | 静岡BR/日本代表                                                                  |
| 占部航典   | 1995 | 2013 | 福岡県 | FW          | 筑波大学     | 横浜E、ヤクルト/元高校日本代表, 元U20日本代表                                    |
| 古川聖人   | 1996 | 2014 | 福岡県 | FW          | 立命館大学   | トヨタV/元U20日本代表, 日本代表                                                  |
| 土山勇樹   | 1996 | 2014 | 福岡県 | FW          | 法政大学     | 静岡BR/元高校日本代表, 元U20日本代表                                             |
| 今村陽良   | 1996 | 2014 | 福岡県 | FW          | 帝京大学     | 神戸S/元U20日本代表                                                              |
| 松尾将太郎 | 1996 | 2014 | 福岡県 | BK          | 明治大学     | NTTコム、浦安DR/元U20日本代表                                                    |
| 古賀駿汰   | 1996 | 2014 | 福岡県 | BK          | 青山学院大学 | S東京ベイ                                                                        |
| 永富晨太郎 | 1996 | 2014 | 福岡県 | BK          | 同志社大学   | S東京ベイ/元高校日本代表, 元U20日本代表                                          |
| 岩佐賢人   | 1996 | 2014 | 福岡県 | BK          | 近畿大学     | S東京ベイ/元高校日本代表                                                         |
| 髙野恭二   | 1996 | 2014 | 福岡県 | BK          | 青山学院大学 | 宗像B、ルリーロ福岡                                                              |
| 髙野蓮     | 1996 | 2014 | 福岡県 | BK          | 同志社大学   | 花園/元高校日本代表, 元U20日本代表                                               |
| 藤田達成   | 1996 | 2014 | 福岡県 | FW          | 帝京大学     | RH大阪/元高校日本代表, 元U20日本代表                                             |
| 殿元政仁   | 1996 | 2014 | 福岡県 | FW          | 専修大学     | JR九州、GRAMMER TEC RFC,、宗像B、ルリーロ福岡                                    |

### 野球
- 平井光親 (愛知工業大学／千葉ロッテマリーンズ→元千葉ロッテマリーンズコーチ→愛知工大野球部監督)
- 前田浩継 (九州共立大学／東京ヤクルトスワローズ→元千葉ロッテマリーンズ)
- 丸山泰嗣 (武蔵大学／千葉ロッテマリーンズ→東京ヤクルトスワローズ→東京ヤクルトスワローズ球団スタッフ)
- 村田修一 (日本大学／横浜ベイスターズ→読売ジャイアンツ→栃木ゴールデンブレーブス／日本代表)
- 大野隆治 (日本大学／福岡ソフトバンクホークス→ホークス野球振興部)
- 田中賢介 (北海道日本ハムファイターズ→サンフランシスコ・ジャイアンツ→テキサス・レンジャーズ→北海道日本ハムファイターズ)
- 吉村裕基 (横浜DeNAベイスターズ→福岡ソフトバンクホークス)
- 上園啓史 (武蔵大学／阪神タイガース→東北楽天ゴールデンイーグルス)
- 伊藤義弘 (國學院大學／JR東海／千葉ロッテマリーンズ／日本体育大学大学院→東福岡高校体育教諭・野球部監督)
- 西村悟 (東海大学／徳島インディゴソックス→福岡レッドワーブラーズ→愛媛マンダリンパイレーツ)
- 縞田拓弥 (日本大学／JR東日本／オリックス・バファローズ)
- 森雄大 (東北楽天ゴールデンイーグルス)
- 松本友 (明治学院大学／福井ミラクルエレファンツ→東京ヤクルトスワローズ)
- 平野進也 (武蔵大学／新潟アルビレックスBC)
- 福田満樹 (九州産業大学／オタワ・タイタンズ（英語版）→佐賀インドネシアドリームズ)

### バレーボール
- 鶴田大樹
- 久保山尚
- 野瀬将平
- 藤岡諒馬
- 永露元稀（広島サンダーズ）
- 谷口渉（東京グレートベアーズ）
- 井口直紀
- 古賀健太（ヴォレアス北海道）
- 金子聖輝（広島サンダーズ）
- 柳北悠李（広島サンダーズ）

### 格闘技
- 佐々木健介（元プロレスラー）
- 八尋史朗（元プロボクサー）
- 山口仁也（プロボクサー）

### スポーツその他
- 伊藤清美（スピードスケート札幌オリンピック代表）
- 古瀬健樹（ラグビーレフリー）
- 清水大成（プロゴルファー）2025年日本プロ優勝

### 芸能
- DJ銀太（DJ／元Repezen Foxx）
- 千葉和臣（歌手／海援隊）
- 姫野達也（歌手／チューリップ）
- 上田雅利（歌手／チューリップ）
- 梶浦雅裕（歌手／THE MODS）
- 中川謙太郎（歌手／JAYWALK）
- 田口浩正（俳優／テンション（お笑い／活動休止中））
- 下本地崇（映画監督／シンガーソングライター）
- 木下貴信（よしもとクリエイティブ・エージェンシー所属芸人／コンビ名：パタパタママ）
- MASAKI（タレント／CROSS FMナビゲーター）
- 黒瀬純（よしもとクリエイティブ・エージェンシー所属芸人／コンビ名：パンクブーブー）
- あべてつあき（よしもとクリエイティブ・エージェンシー所属芸人／コンビ名：レモンティー）
- 三遊亭花金（落語家）
- 矢作克人 (俳優)
- 寺岡恭兵（脚本家）- 2023年テレビ朝日新人シナリオ大賞 優秀賞受賞

### 文化
- 浦辺登（作家、文芸評論家）
- 相川英輔（作家）
- 名島啓二（漫画家）

### その他
- 楢崎欣弥（元衆議院議員）
- 松山洋（実業家・映画監督）
- Seiya Asano (映画監督)

## 男女共学化の経緯
学校法人東福岡学園は2023年10月10日に、学園創立80周年を迎える2025年度より学園ビジョン「NEXT HIGASHI 2030」をスタートすることを発表した。
主な内容としては、「実学教育・キャリア教育・グローバル教育の推進」、「男女共学化」の2点である。
「男女共学化」については、2025年度入試より女子の募集を開始し、2030年には中高すべての学年に男女が在籍することになる。
また、それにともない学園のブランドマーク及びブランドメッセージが発表された。
以下は学校法人東福岡学園の発表より引用
【ブランドマークに込めた想い】

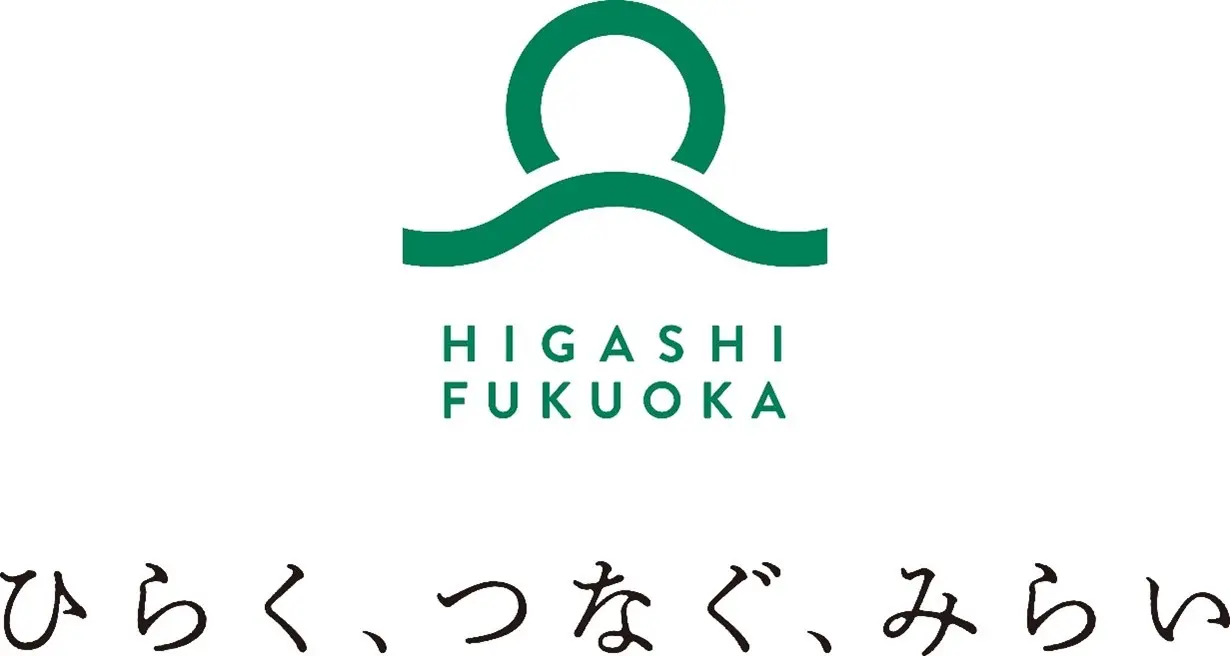
上部）ブランドロゴ　下部）ブランドメッセージ

ブランドマークの RISING HIGASHI は、校章に由来する「太陽」（太陽は東より、世の黎明もまた東より、東は春なり）と創立者の言葉「秀峰」を連想させる「山」をモチーフにしました。稜線がひらき、山脈へとつながり、陽が登り、未来が輝く様子を表現して います。建学の精神にある「私学の秀峰」を目指して、新たなチャレンジをしていくという想いを込めています。
【ブランドメッセージに込めた想い】 学園ビジョン「NEXT HIGASHI 2030」の教育目的（「地域に、社会に、世界に、開かれた学校」として、「人とつながり、世界とつながり、未来とつながる人」を育成する）の中から特に大切にしているキーワード「ひらく」「つなぐ」「みらい」を抽出しました。
【男女共学化について】
本学園は 1945 年に「日本の再建は教育の振興によるべき」という創立者の想いから福岡米語義塾を設立し、1955 年に東福岡高等学校を開校以来、「親の心を心とした教育 親の願いを願いとした教育」「努力に勝る天才なし」「意志あるところ道あり」を教育理念に、教育の振興による国づくりから男子教育に取り組んで参りました。そして、教育方針のひとつに「多様性の受 容」を掲げ、「違いを排除せず、多様性を認め合う心と豊かな人権感覚を有する社会構成員の養成」に努めて参りました。しかし、現代においては、人種・性別・年齢を超えて、様々な価値観が存在することを知り、お互いを認め合い、自分と価値観の異なる人々と協働して力を発揮できる人材を育てることが社会から求められていると考えるに至りました。この度、時代の要請に応えて、今後も学園が継続して社会に貢献していくために、共学校としての道を進むことを決定しました。

## 男子校として
1955年に開校して以来男子校であったが、上記の理由により2025年度より男女共学となる。これによって、県内の男子校は中村学園三陽中学校・高等学校のみとなる。しかし、中村学園三陽中学校・高等学校は、2024年6月に中学校が2025年度、高校が2026年度にそれぞれ募集停止を行ない、最後の生徒が卒業以降閉校となる事と中村学園女子中学校・高等学校の男女共学化を発表したため、福岡県内の男子校は消滅する見込みである。

## 交通
- 福岡市地下鉄東比恵駅から徒歩5分
- 九州旅客鉄道（JR九州）博多駅から徒歩20分
- 西鉄バス東比恵2丁目・東光2丁目バス停から徒歩5分

## 周辺
- 福岡市立東光小学校
- 福岡市立東光中学校

## 関係学校
- 東福岡自由ヶ丘幼稚園